# No tengo dinero (Righeira)
No tengo dinero è un singolo del duo musicale italiano Righeira, pubblicato nel 1983 come terzo estratto dal primo album in studio Righeira.

## Tracce
7" – INT 10524 (Italia)
- Lato A

1. No tengo dinero – 3:20

- Lato B

1. Dinero Scratch – 3:28

## Formazione
Righeira
- Johnson Righeira – voce
- Michael Righeira – voce

Produzione
- La Bionda – produzione

## Classifiche

### Classifiche settimanali
| Classifica (1983–1984) | Posizione massima |
| ---------------------- | ----------------- |
| Belgio (Fiandre)       | 21                |
| Germania Ovest         | 12                |
| Italia                 | 13                |
| Paesi Bassi            | 10                |
| Svizzera               | 20                |

### Classifiche di fine anno
| Classifica (1984) | Posizione |
| ----------------- | --------- |
| Italia            | 92        |